# DOK1 Media
DOK1 Media is een Belgisch televisiebedrijf dat in mei 2018 werd opgericht door Nicole Plas. Het productiehuis is gevestigd te Lier.
Plas was van 1996 tot 2018 managing director van Endemol Belgium, een afdeling van Endemol, na 2015 EndemolShineBelgium van de Endemol Shine Group. Dat leverde programma's als  Wie wordt Euromiljonair?, Big Brother en The Voice van Vlaanderen. Plas verwierf voor DOK1 Media de exclusieve rechten op de volledige catalogus van Talpa.
Ze leveren voornamelijk programma's voor de volgende zenders: VRT 1, VTM, VTM2, Play4, Play5, RTBF en RTL TVI.

## Producties
- The Voice van Vlaanderen (2018-heden)
- The Voice Kids (2018-heden)
- The Voice Senior (2018-2020)
- The Voice Belgique (2018-heden)
- De wereld rond met 80-jarigen (2019)
- The Voice Kids Belgique (2020-heden)
- Waar voor je Geld? (2021)
- Blijven slapen (2021)
- De sterkste handen (2021)
- Het Jachtseizoen (Vlaamse editie) (2022-heden)
- Geld gezocht (2023)
- Natalia en Astrid: Back to reality (2024)
- Het perfecte plaatje (2024-heden)
- The Floor (Vlaamse editie) (2024-heden)